# Ninel Conde
Ninel Herrera Conde (Toluca, Estado do México; 29 de setembro de 1976) é uma atriz, cantora e dançarina mexicana. Mais conhecida por interpretar Alma Rey em Rebelde e Coral/Catalina em Mar de Amor.

## Biografia
Em 1994 Ninel começou sua carreira após ter ganhado um concurso de beleza no México, desde então passou a estudar teatro e expressão corporal no Centro de Arte y Teatro Emilia Carranza,
Em 1996 estudou atuação, canto e dança na Conceptos e participou do concurso Valores Juvenis.
Em 1997, estudou atuação e voz com Sergio Jiménez e foi candidata do concurso El Rostro del Heraldo.
Em 1998, teve aulas de teatro com René Pereyra.
Nos anos seguintes sua fama no México foi se consagrando e passou a ser nomeada Rainha dos taxistas e dos caminhoneiros na Cidade do México, Rainha da Praia em Tamaulipas e Rainha dos pedreiros em Tabasco.
Se destacou por suas atuações em novelas da Televisa e TV Azteca e também como cantora de música regional mexicana.
Além das telenovelas e da música, Ninel participou de diversos shows na televisão como Al Derecho y Al Derbez, Lo Que Callamos Las Mujeres, Gente con Chispa, El Gordo y La Flaca, Sábado Gigante, Sabadazo, Desmadrugados, além de apresentar importantes premiações latinas como Premio Lo Nuestro, Premios Juventud e Grammy Latino.
Sua carreira como cantora iniciou em 2003 com o seu primeiro álbum Ninel Conde, sendo nomeado em 2004 pelo Grammy Latino como Melhor álbum de música regional. Nos anos seguintes lançou os álbuns La Rebelde, El Bombon Asesino, Ayer y Hoy e atualmente prepara seu novo disco produzido por Horacio Palencia.

### Cantora
Em 2003 obteve seu 1° grande êxito através da música Callados, na qual interpreta um dueto com José Manuel Figueroa, com quem manteve um polêmico relacionamento amoroso até 2006.
Em 2005, voltou a se dedicar à sua carreira musical e produziu o CD La Rebelde, lançando os singles La Rebelde e Todo Conmigo, ambos temas da telenovela Rebelde. Fez um cover da música Ingrato, tema da famosa cantora mexicana Glória Trevi.
Em 2006, lançou seu LP intitulado de El Bombón Asesino, com o qual ultrapassou fronteiras e chegou a países como Colômbia, Espanha e outros do Centro da América. Este LP marcou sua carreira devido ao sucesso da música Bombón Asesino, seu maior hit até o momento. Para dedicar-se ao seu CD, deu um tempo nas telenovelas e se separou de José Manuel Figueroa.
Após três anos sem lançar nenhum novo material discográfico, Ninel preparou seu mais novo CD intitulado de Libre, porém o lançamento do álbum foi cancelado e até hoje o motivo não foi especificado.
Em 2011 lançou seu novo disco com o título Ayer Y Hoy.
Atualmente, Ninel possui uma lotada agenda de shows pelo México, EUA e outros países da América Central, além de dedicar-se ao teatro. Está preparando o lançamento de seu novo CD para 2016, que segundo ela marcará o seu retorno ao gênero de música regional mexicana. Em maio de 2016, Ninel anunciou a música Te pesara como primeiro single do álbum.

### Atriz
Em 2004, protagonizou junto a Mauricio Ochman o filme 7 mujeres, un homosexual y Carlos que foi distribuído por Twentieth Century Fox. Este ano também marcou sua volta para a Televisa, onde participou do reality Big Brother VIP. Também interpretou a vedete Alma Rey na exitosa novela juvenil Rebelde, com o produtor Pedro Damián, ao lado de estrelas como Dulce Maria, Anahi, Maite Perroni , Alfonso Herrera, Christian Chavez e Christopher Uckermann
Em 2008 se integrou ao elenco da novela mexicana Fuego en la Sangre, exibida no horário nobre da Televisa, onde interpretou a dançarina Rosário Montes ao lado de grandes estrelas como Adela Noriega, Nora Salinas, Eduardo Yanez e Pablo Montero.
Em 2009 interpretou a vilã Coral Vilaseñor na telenovela Mar de Amor, produzida pela Televisa.
Em 2012 participou da telenovela Porque el amor manda, onde deu vida à personagem Discua Paz de la Soledad.
Em 2017 atuou na novela En tierras salvajes, produzida por Salvador Mejía e exibida na Televisa.
Sua carreira como atriz não limitou-se apenas a televisão. Ninel também participou de filmes como Mujeres Frente al Espejo onde contracenou com grandes atrizes como Silvia Pasquel, Gabriela Goldsmith e Isaura Espinoza, sob a direção de Sergio Jiménez, além de ter sido estrela de famosas peças teatrais como Aventurera, Amar y querer, Perfume de Gardenia, El Tenorio Conmico, El Sirenito e atualmente em Las Arpías.

## Fundação
Em 2009, criou sua própria fundação de apoio a mulheres com câncer, a instituição se chama Myrna Conde, em homenagem a sua mãe que faleceu em 10 de abril de 2008, vítima de câncer de pâncreas.

## Carreira

### Telenovelas e seriados
- 1996 - Luz Clarita - Viviana
- 1998 - Perla
- 1999 - Catalina y Sebastián - Paty
- 1999 - Besos Prohibidos - Karen
- 2000 - La Antorcha Encendida
- 2000 - La Revancha - Reina Azcárraga
- 2001 - Como en el cine - Topacio 'La Matadora'
- 2004 - Rebelde - Alma Rey (2004 - 2006)
- 2006 - Ugly Betty - atriz da novela Vidas de Fuego
- 2008 - Fuego en la Sangre - Rosario Montes
- 2009-2010 - Mar de Amor - Coral/Catalina Mijares
- 2012 - Malibu Stacy - Samara Krempser
- 2012-2013 - Porque el amor manda - Discua Paz de la Soledad
- 2017 - En tierras salvajes - Carolina Tinoco Cruz
- 2018-2020 - El señor de los cielos - María de los Angeles "Evelina" López

### Reality show
- 2013 - Mira Quien Baila - Jurada
- 2015 - Bailando con Los Grandes - Jurada

### Filmes
- 2003 - 7 mujeres, 1 homosexual y Carlos - Mónica
- 2004 - Mujeres Infieles - Esmeralda
- 2010 - Mujeres Frente al Espejo - Carita

### Teatro
- 2011 - Baño de mujeres
- 2012 - Aventurera
- 2014 - Amar y querer
- 2015 - El Tenorio Conmico
- 2016 - El Sirenito
- 2017 - Las Arpías

### Animações (Dublagem)
- 2015 - Un Gallo Con Muchos Huevos - Chiquis

## Discografia

### Álbuns de Estúdio
- 2003 - Ninel Conde
- 2005 - La Rebelde
- 2011 - Ayer y hoy

### EP
- 2006 - El Bombom Asessino
- 2011 - Hoy Tengo Ganas de Ti

### Compilações
- 2005 - Y... Ganó el amor
- 2008 - 20 Grandes de Ninel Conde

## Vida pessoal
Em 1996 se casou com o ator mexicano Ari Telch. No ano seguinte, deu à luz sua filha Sofia Telch. Em 1999 se divorcia.
Em 2002 inicia um romance com o cantor mexicano Jose Manoel Figueroa, filho do cantor Joan Sebastian. Após várias polêmicas e diversos boatos de infidelidade, a relação termina em 2006.
Em 2007 casou-se com o arquiteto Juan Zepeda. Se divorciaram em 2013 após 5 anos de matrimônio.
Dois meses após o divórcio, Ninel inicia uma relação amorosa com Giovanni Medina. Em 21 de outubro de 2014, Ninel dá à luz o segundo filho, um menino chamado Emmanuel, fruto de sua relação com Giovanni. Em 2016 rompe sua relação com Giovanni Medina.
Em 2020 assumiu uma relação com o empresário Larry Ramos.

## Prêmios e nomeações

### PremiosGrammy Latino
| Ano  | Categoria    | Álbum       | Resultado |
| ---- | ------------ | ----------- | --------- |
| 2004 | Melhor Álbum | Ninel Conde | Nomeada   |

### Prêmios Texas
| Ano  | Categoria               | Álbum       | Resultado |
| ---- | ----------------------- | ----------- | --------- |
| 2011 | Melhor Artista Feminina | Ninel Conde | Nomeada   |

### Premios People En Español
| Ano  | Categoria       | Álbum       | Resultado |
| ---- | --------------- | ----------- | --------- |
| 2011 | Melhor Cover    | Ayer y Hoy  | Nomeada   |
| 2011 | Melhor Penteado | Ninel Conde | Nomeada   |
| 2011 | Melhor Briga    | Ninel Conde | Nomeada   |

### Prêmio TVyNovelas
| Ano  | Categoria              | Telenovela | Resultado |
| ---- | ---------------------- | ---------- | --------- |
| 2006 | Melhor Atriz Principal | Rebelde    | Nomeada   |

### Sol de Oro
| Ano  | Categoria               | Telenovela           | Resultado |
| ---- | ----------------------- | -------------------- | --------- |
| 1999 | Mejor Atriz Revelação   | Catalina Y Sebastián | Ganhadora |
| 2001 | Trayectoria Profesional | Como En El Cine      | Ganhadora |

### Palmas de Oro
| Ano  | Categoria              | Cena                     | Resultado |
| ---- | ---------------------- | ------------------------ | --------- |
| 1999 | Melhor Atriz Revelação | Mujeres Frente Al Espejo | Ganhadora |

### Prêmios especiais
| Prêmio                | Por/Como                                                    |
| --------------------- | ----------------------------------------------------------- |
| Sol de oro            | Por trajetória profissional em "Como En El Cine"            |
| Sol de oro            | Cantora em grupo de maior éxito e impacto no México 2003    |
| Trilogía periodística | Cantante revelação de grupo músical nos Estados Unidos 2003 |
| Micrófono de Oro      | Atuação na telenovela "Como En El Cine"                     |
| Reconocimiento EXA    | Participação no reality show "Big Brother VIP"              |
| Video Rola            | Reina Grupera                                               |
| TVyNovelas            | Atriz Melhor Vestida                                        |
| Furia Musical         | La Bomba Grupera                                            |